# Henriette Schrader-Breymann

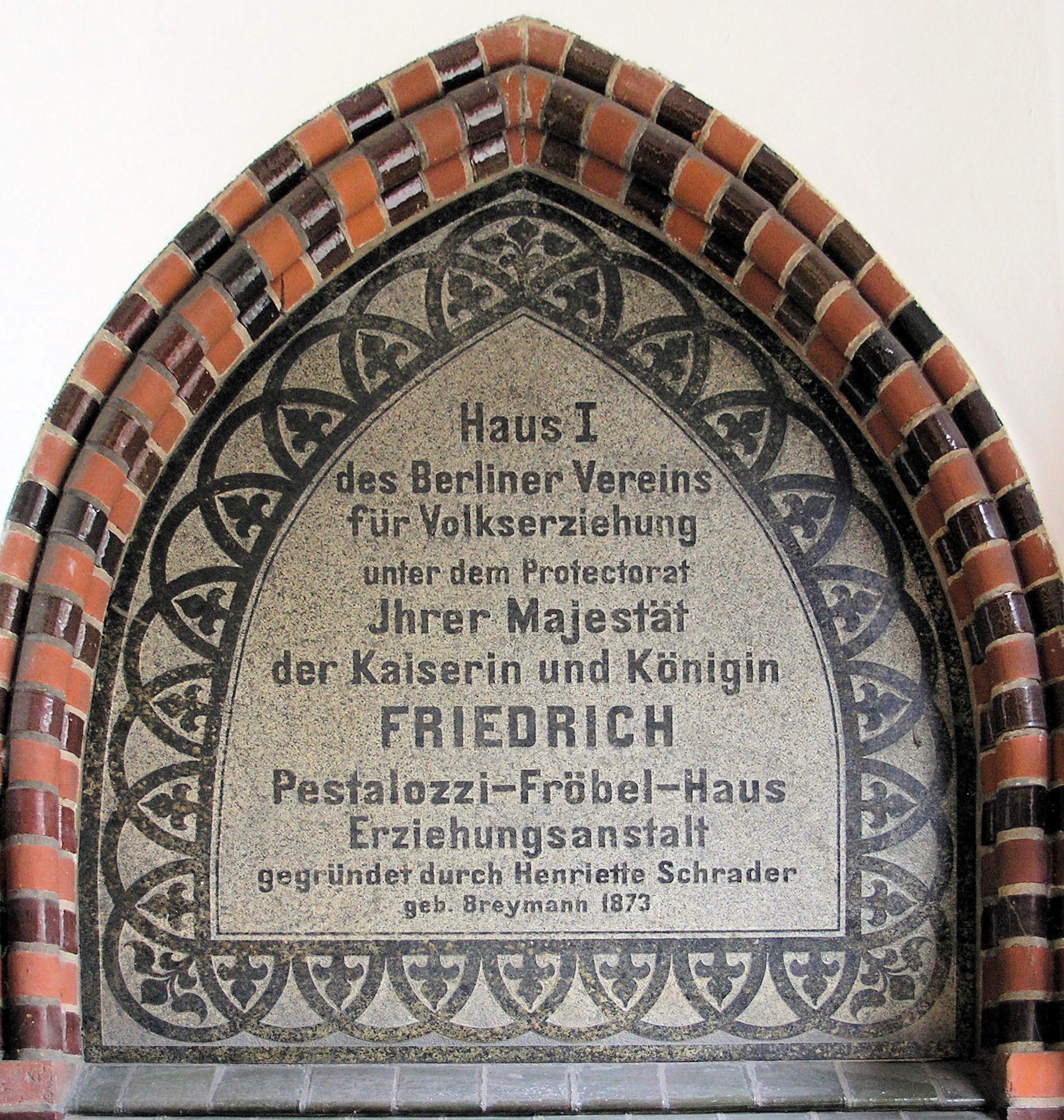
Minnesplakett på Karl-Schrader-Straße 7 i Berlin-Schöneberg.

Johanne Juliane Henriette Schrader-Breymann, född 14 september 1827 i Mahlum i Niedersachsen i Tyskland, död 25 augusti 1899 i Berlin-Schlachtensee, var en tysk pedagog och förskolepionjär. Hon grundade - tillsammans med sin make Karl Schrader (1834-1913) - Pestalozzi-Fröbel-Haus i Berlin.
Henriette Schrader-Breymann var det äldsta av tio barn till prästen Ferdinand Christian Breymann (1797–1866) och Louise Breymann (1802–1876). Hon var bror till skulptören Adolf Breymann. Hon gick på flickskola fram till 1841 i Wolfenbüttel i Niedersachsen, där hon hade svårigheter att inrätta sig efter skolans disciplinära regler. År 1848 började Henriette Breymann på "Bildungs- und  Erziehungsinstitution" på en gård i Keilhau vid Rudolstadt, som hennes farfars bror Friedrich Fröbel drev. Till en början var hon elev och senare var hon Fröbels medarbetare. Efter en brytning med Fröbel grundade hon 1854 i Watzum i Wolfenbüttel en flickskola för elever mellan omkring sju års ålder och 17-18 års ålder. Denna utökades med bland annat en  Fröbelkurs och med en barnträdgård. Hon fick gott ryckte om sig och hennes skola utvecklades till ett centrum för förespråkande av barnträdgårdar. År 1864 flyttade institutionen till Wolfenbüttel (benämnd Neu-Watzum efter den ursprungliga lokaliseringen). Institutionen bestod då av fem delar: kindergarten, elementarklass, klass för 12-14-åringar, klass för 14-17-åringar, samt en vidareutbildningsklass för vuxna. Henriette Breymann gjorde också resor till Belgien, Skottland och Schweiz för att hålla föredrag om Fröbel, barnträdgårdar och utbildning av kvinnor.
Hon gifte sig 1872 med juristen Karl Schrader och flyttade med honom till Berlin. Där grundade paret "Verein für Volkskindergärten und Volkserziehung“ och Pestalozzi-Fröbel-Haus, i vilket ingick bland andra ett seminarium för barnträdgårdsledarinnor, en hushålls- och köksskola, en barnkrubba och en kindergarten.